# Swine Hill
Der Swine Hill (englisch für Schweinehügel) ist der südlichere zweiter schroffer und 550 m hoher Hügel an der Rymill-Küste des Palmerlands auf der Antarktischen Halbinsel. Er ragt 16 km westnordwestlich des Mount Bagshawe oberhalb des Gadarene Lake am George-VI-Sund auf.
Erstmals fotografiert wurde er durch den US-amerikanischen Polarforscher Lincoln Ellsworth bei einem Überflug am 23. November 1935. Diese Luftaufnahmen dienten als Vorlage für die Kartierung durch den US-amerikanischen Geographen W. L. G. Joerg. Die erste Vermessung nahm die British Graham Land Expedition (1934–1937) unter der Leitung des australischen Polarforschers John Rymill im Jahr 1936 vor. Der Falkland Islands Dependencies Survey benannte ihn 1948 in Anlehnung an die Benennung des Gadarene Lake (siehe dort).